# Kibawe
Kibawe est une municipalité des  Philippines située dans le sud de la province de Bukidnon, sur l'île de Mindanao.

## Histoire
Kibawe est devenue un district municipal en 1931 et a été transformée en municipalité le 1er juillet 1956.

## Subdivisions
Kibawe est divisée en 23 barangays :
- Balintawak
- Cagawasan
- Kibawe Est
- Gutapol
- Pinamula
- Kiorao
- Kisawa
- Labuagon
- Magsaysay
- Marapangi
- Mascariñas
- Natulongan
- New Kidapawan
- Old Kibawe
- Romagooc
- Sampaguita
- Sanipon
- Spring
- Talahiron
- Tumaras
- Kibawe Ouest
- Bukang Liwayway
- Palma

## Personnalités
- Le boxeur et homme politique Manny Pacquiao est né dans la municipalité en 1978.